# Иоанн Неаполитанский
Иоанн (умер в 432) — епископ Неаполя (402—432; под именем Иоанн I); святой (день памяти — 3 апреля).
Святой Иоанн был другом св. Павлина Ноланского. Он скончался в пасхальную ночь и был похоронен в день святого Христова воскресения, окружённый множеством верных и неофитов. Его преемником на кафедре Неаполя стал святой Ностриан.